# گردسهاگن
گردسهاگن (به آلمانی: Gerdshagen) یک شهر در آلمان است که در پریگنیتس واقع شده است. گردسهاگن ۵۸۹ نفر جمعیت دارد.